# 호조 (배우)
호조(본명: 신호조, 1993년 9월 24일~)은 대한민국의 저스트 엔터테인먼트 소속이자 배우이다.

## 학력
- 홍익대학교 사범대학 부속여자고등학교 (졸업)
- 미시간 대학교 연기학과·불어불문학과 (졸업)

## 영화
- 2019년 《에멧》
- 2018년 《돈 비 어 히어로》

## 드라마
- 2017년 《런어웨이즈》
- 2023년 《카지노》
- 2024년 디즈니+ 《삼식이 삼촌》